# Uriminzokkiri
Uriminzokkiri (tiếng Hàn Quốc: 우리 민족끼리, tiếng Trung: 由我們民族自己, tiếng Nhật: わがみんぞくどうし, tiếng Anh: Among our race) là mạng lưới truyền thông ảo bán chính thống của cơ quan tuyên huấn quốc gia Cộng hòa Dân chủ Nhân dân Triều Tiên, chuyên cung cấp phi lợi nhuận ra quốc tế nguồn tin ảnh đã qua kiểm duyệt của Cộng hòa Dân chủ Nhân dân Triều Tiên. Đây hầu như là cách tiếp cận các vấn đề bên trong chính trị Triều Tiên dễ dàng nhất. Tuy nhiên vào thời điểm hiện tại, hầu như trang đã ngừng hoạt động sau những động thái của ông Kim Jong-un đối với vấn đề quan hệ với Hàn Quốc vào tháng 1 năm 2024

## Lịch sử
Uriminzokkiri được thành lập vào năm 2003 với vai trò trang tin cộng đồng của doanh nghiệp Korea 615 Shenyang Co. đăng kí thương hiệu tại Cộng hòa Nhân dân Trung Hoa, tọa lạc thành phố Thẩm Dương. Mãi tới năm 2010, Uriminzokkiri mới phát hành định kì từng giây trên 4 kênh Youku, YouTube, Facebook và Twitter với tổng lượng 20 ngàn clip cùng vô số tin bài tính đến thời điểm 2015. Tuy nhiên, 100% đều là dạng tin đã qua sàng lọc theo pháp luật Cộng hòa Dân chủ Nhân dân Triều Tiên. Giới thạo tin tạm chấp nhận đây là kênh tương tác thường xuyên nhân của Cộng hòa Dân chủ Nhân dân Triều Tiên với quốc tế, tuy vậy, mọi hình thức bình luận dưới tin bài và video bị ban quản trị tổ chức này chặn.

## Sự kiện
- Uriminzokkiri là nguồn quan trọng nhất cung cấp phim thời sự, ca nhạc, điện ảnh xuất xứ Cộng hòa Dân chủ Nhân dân Triều Tiên với số lượng lớn, nhanh và chất lượng từ trung bình đến cao[12][13][14][15][16][17][16].
- Uriminzokkiri có quãng thời gian dài duy trì việc đăng tải clip KCTV thóa mạ những bê bối liên đới tổng thống Đại Hàn Dân quốc Lee Myung-bak và Park Geun-hye[18].
- Uriminzokkiri là kênh tiếng Triều Tiên hoặc có liên đới trực tiếp với Cộng hòa Dân chủ Nhân dân Triều Tiên đầu tiên đăng tải video quay tổng tư lệnh Kim Chính Ân tham dự Hội nghị thượng đỉnh Triều Tiên – Hoa Kỳ 2018 với những góc quay tại phòng họp kín mà không phóng viên quốc tế nào được tiếp cận[19].